# Арагвіспірі
Арагвіспірі (груз. არაგვისპირი) — село в Грузії.
За даними перепису населення 2014 року в селі проживає 907 осіб.